# Geotrigona
Geotrigona é um gênero de abelha sem ferrão presente do México até toda a América do sul em sua parte tropical e subtropical. Existem por volta de 500 espécies de abelhas sem ferrão no mundo catalogadas em diversos gêneros diferentes. Muitas espécies ainda não foram descobertas e outras estão passando por revisões para reenquadrá-las como novas espécies ou pertencentes a outros gêneros.
Existem até o momento 21 espécies de Geotrigona catalogadas, são elas:
| Gênero     | Espécie                    | Nome popular (se tiver)                                        |
| Geotrigona | Geotrigona acapulconis     | Geotrigona acapulconis                                         |
| Geotrigona | Geotrigona aequinoctialis  | Geotrigona aequinoctialis                                      |
| Geotrigona | Geotrigona argentina       | Geotrigona argentina                                           |
| Geotrigona | Geotrigona chiriquiensis   | Geotrigona chiriquiensis                                       |
| Geotrigona | Geotrigona fulvatra        | Geotrigona fulvatra                                            |
| Geotrigona | Geotrigona fulvohirta      | Geotrigona fulvohirta                                          |
| Geotrigona | Geotrigona fumipennis      | Geotrigona fumipennis                                          |
| Geotrigona | Geotrigona joearroyoi      | Geotrigona joearroyoi                                          |
| Geotrigona | Geotrigona kaba            | Geotrigona kaba                                                |
| Geotrigona | Geotrigona kraussi         | Geotrigona kraussi                                             |
| Geotrigona | Geotrigona kwyrakai        | Geotrigona kwyrakai                                            |
| Geotrigona | Geotrigona leucogastra     | Geotrigona leucogastra                                         |
| Geotrigona | Geotrigona lutzi           | Geotrigona lutzi                                               |
| Geotrigona | Geotrigona mattogrossensis | Geotrigona mattogrossensis                                     |
| Geotrigona | Geotrigona mombuca         | Mombuca guira, papa-terra, mombuquinha, guiruçu, iruçu-mineiro |
| Geotrigona | Geotrigona subfulva        | Geotrigona subfulva                                            |
| Geotrigona | Geotrigona subgrisea       | Geotrigona subgrisea                                           |
| Geotrigona | Geotrigona subnigra        | Geotrigona subnigra                                            |
| Geotrigona | Geotrigona subterranea     | uruçu-mineira                                                  |
| Geotrigona | Geotrigona tellurica       | Geotrigona tellurica                                           |
| Geotrigona | Geotrigona terricola       | Geotrigona terricola                                           |
| Geotrigona | Geotrigona xanthopoda      | Geotrigona xanthopoda                                          |